# بسته باتری لیتیومی اقیانوس‌شناسی با ظرفیت بالا
بستهٔ باتری لیتیومی اقیانوس‌شناسی با ظرفیت بالا (به انگلیسی: High capacity oceanographic lithium battery pac) یک بسته باتری است که اقیانوس شناسان از آن بهره‌برداری می‌کنند. اقیانوس‌نگاری فیزیکی از بسته‌های باتری لیتیومی با ظرفیت بالا برای استقرار طولانی مدت استفاده می‌کنند تا مدت زمان استقرار را افزایش دهند تا بتوانند به جمع‌آوری داده‌های بیشتری بپردازند اقیانوس شناسان اکثراً در مکان‌های دوری که دسترسی به آنها بسیار دشوار است مشغول به کار هستند. بر این اقیانوس‌نگاری فیزیکی از نظر رفت و آمد و رسیدن به چنین مکان‌هایی هزینه بسیاری تحمیل می‌شود تا جایی که ممکن است از هزینه خود تحقیقات بیشتر شود. به همین سبب به اقیانوس شناسان انگیزه می‌دهد که مدت زمان استقرار خود را افزایش دهند تا بتوانند کمتر از آنها بازدید کنند. این به معنای افزایش ظرفیت بسته‌های باتری آنها است.

## دلایل استفاده
به علت دسترسی راحت و هزینه پایین باتری‌های قلیایی اقیانوس شناسان تا جایی که امکان دارد از این باتری‌ها بهره می‌برند. اقیانوس شناسان در مواقعی که باتری‌های قلیایی نیاز آن‌ها را از نظر ظرفیت مرتفع نمی‌کند از بسته‌های باتری لیتیومی استفاده می‌کنند زیرا آن‌ها دارای ظرفیت سه برابری نسبت به باتری‌های قلیایی هستند. بسته‌های باتری مبتنی بر شیمی لیتیوم تیونیل کلرید قیمت بیشتری نسبت به بسته‌های باتری قلیایی دارند، اما تقریباً سه برابر چگالی انرژی در حدود ۶۰ درصد وزن (هر دو از نظر حجمی) ارائه می‌کنند. باتری‌های لیتیومی مزایای دیگری نیز دارند. آنها گاز بسیار کمی تولید می‌کنند و گازی که تولید می‌شود در ظروف فلزی مهر و موم شده وجود دارد. ولتاژ در طول عمر بسته به‌طور قابل توجهی کمتر از ولتاژ یک پک قلیایی متفاوت است. سلول‌های لیتیومی با جریان پایین نیز تخلیه نسبتاً پایینی دارند به طوری که در عرض ۱۰ سال دچار افت ظرفیتی به اندازه کمتر از ۱۰ درصد ظرفیت خود رمی رسند.

## طراحی بسته باتری

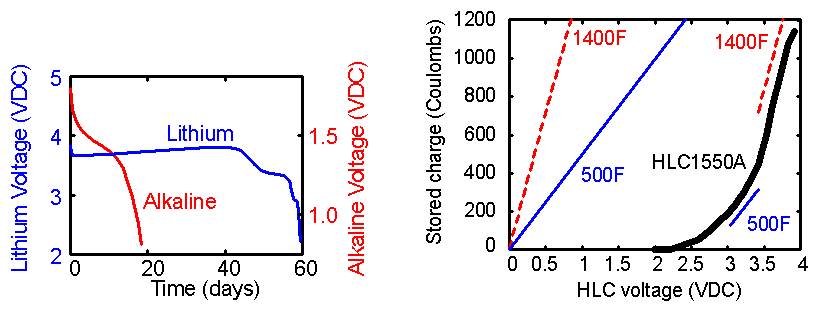
عکس. ۱. ترک کرد. مشخصات ولتاژ سلول لیتیوم، در مقایسه با یک سلول قلیایی. هر دو نمایه تخلیه را با استفاده از توان ثابت یکسان فرض می‌کنند. شکل ۲. درست. مقایسه بار ذخیره شده در مقابل ولتاژ برای HLCها و خازن‌های بزرگ. در محدوده‌های باریک ولتاژ، شارژ ذخیره شده HLC با افزایش ولتاژ افزایش می‌یابد، با شیب‌هایی که شبیه خازن‌های 500 F -1400 F هستند.

بسته‌های باتری اقیانوس‌شناسی Doppler Ltd. از سلول‌های اولیه لیتیوم تیونیل کلرید Tadiran با جریان کم همراه با سلول‌های کوچک قابل شارژ به نام خازن‌های لایه هیبریدی (HLC) بهره می‌گیرند. به دلیل پایین بودن جریان سلول‌ها لیتیومی این سلول‌ها نمی‌توانند پاسخگوی بسیاری از نیازها باشند و کابرد آن‌ها کاهش می‌یابد، اما انرژی بیشتری نسبت به سلول‌های جریان بالا ذخیره می‌کنند. سلول‌های جریان بالا از الکترودهای زخم مارپیچی می‌کنند، یعنی الکترودهای ساخته شده در ورقه‌هایی که در یک مارپیچ در داخل سلول پیچیده شده‌اند. مساحت بزرگ ورق‌ها موجب تأمین افزایش جریانی توسط سلول می‌شود. سلول‌های جریان کم از الکترودهای بوبین استفاده می‌کنند، یک طرح ساده‌تر شامل یک آند داخلی است، یک لایه بیرونی از لیتیوم فلزی و الکترولیت که میان این دو قرار دارد. ساخت این طرح هزینه ساخت بسیار پایین‌تری دارد و همچنین می‌تواند موجب ذخیره انرژی بیشتری شود.

### ویژگی‌های سلولی
سلول‌هایی با کد TL6930 در دمای معمولی اقیانوس (۰–۴۰ درجه سانتیگراد) و برای استقرار معمولی اقیانوس (به مدت۱ ماه تا ۲ سال) به خوبی کار می‌کنند. در دمای ۵ تا ۱۰ درجه سانتیگراد، یک TL6930 تقریباً سه برابر سلول قلیایی هم اندازه انرژی دارد. بیشتر این تفاوت به دلیل ولتاژ بالاتر سلول لیتیومی است (به‌طور اسمی 3.8 VDC در مقابل 1.5 VDC). تصویر شماره (۱) مثالی است از این مسئله که افت ولتاژ در طول زمان چگونه اتفاق می‌افتد، با این فرض که هر دو سلول یک توان پیوسته را تأمین می‌کنند. طول عمر یک سلول لیتیومی سه برابر سلول قلیایی است در صورتی که سلول لیتیومی در بازه زمانی که مورد استفاده قرار دارد دچار افت ولتاژ بسیار کمی شده و ولتاژ خود را در مدت استفاده حفظ می‌کند. سلول‌های لیتیومی اولیه نیز چندین برابر ظرفیت سلول‌های لیتیوم قابل شارژ را در خود جای می‌دهند.

### خازن‌های لایه هیبریدی
اکثر وسایل اقیانوس‌شناسی در اغلب زمان‌ها از انرژی کمی استفاده می‌کنند و تنها برای بازه زمانی بسیار کوتاهی به جریان بالایی نیاز دارند. نمونه‌ها سیستم‌های ابزاری هستند که داده‌ها را از طریق Iridium و مودم‌های صوتی (به عنوان مثال از Benthos یا Link-Quest) از دور سنجش می‌کنند. ADCPها همچنین به پالس (تپ)های کوتاه جریان بالا برای پشتیبانی از انتقال صوتی با توان بالا نیاز دارند. HLCها کلیدی هستند که بسته‌های باتری لیتیومی با جریان کم را قادر می‌سازند تا پالس‌های کوتاه جریان بالا را تأمین کنند. HLCها در حقیقت جز باتری‌های لیتیومی هستند که می‌توان آن هارا بارها شارژ کرد که همچون خازن‌هایی بسیار بزرگ در محدوده ولتاژ باریک رفتار می‌کنند (شکل ۲).

### آرایش سلولی

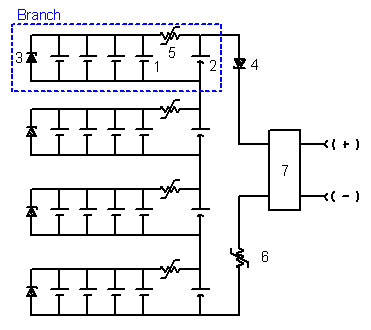
شکل ۳. شماتیک یک بسته باتری Pulses Plus معمولی. اجزاء عبارتند از: ۱) سلول لیتیومی اولیه، 2) HLC، ۳٬۴) دیود شاتکی، ۵،6) PTC، ۷) مدار ایمنی.

اغلب بسته‌های باتری قلیایی مورد استفاده اقیانوس شناسان با رشته‌های سلولی ساخته شده‌اند. یک بسته باتری قلیایی معمولی اغلب از تعدادی رشته سلول‌های قلیایی شکل گرفته‌است که همگی به صورت موازی به یکدیگر اتصال یافته‌اند تا ظرفیت کل را افزایش دهند. بسته‌های PulsesPlus نحوه عملکرد کاملاً مخالفی دارند. بسته‌ها در «شاخه‌هایی» از سلول‌های اولیه موازی ساخته می‌شوند که می‌تواند یک یا چند شاخه HLC شارژ کند. HLC بیشتر جریان را در مواقعی که جریان‌های زیاد مورد نیاز است تأمین می‌کند، سپس HLCها به آهستگی و با جریان پایین از سلول‌های اولیه شارژ می‌شوند. جریان کم سبب آن می‌شود که سلول بتواند بهتر و کارآمد تر به عملکرد خود بپردازد. جریان زیاد موجب می شودتا انرژی صورت گرما در داخل سلول‌ها با جریان کم پخش شودو اثرات مضر دیگری نیز دارد. اینها انرژی موجود برای ابزار دقیق قدرت را کاهش می‌دهند. ترکیب سلول‌های لیتیوم اولیه با HLCها، بسته را قادر می‌سازد تا انرژی ذخیره‌شده بیشتری را به سیستم ابزار برساند.

### حفاظت از اتصال کوتاه
شکل ۳ یک شماتیک معمولی پالس پلاس(PulsesPlus)را به نمایش می‌گذارد. این بسته شامل دیودهایی در هر شاخه می‌باشد تا امکان و احتمال شارژ معکوس سلول‌ها به کمینه مقدار برساند. PTCها یا ترمیستورهای ضریب دمایی مثبت به عنوان فیوزهای قابل تنظیم مجدد عمل می‌کنند. PTCها در جریان سفر شروع به گرم شدن می‌کنند و دمای آن بالا می‌رود. گرما موجب می‌شود که مقاومت افزایش یابد در نتیجه گرمای بیشتری تولید می‌کند و PTC به سرعت «سقوط» می‌کند و مقدار زیادی از جریان را قطع می‌کند. PTC به ندرت در یک بسته ADCP معمولی به کار گرفته می‌شود، زیرا مدار ایمنی محافظ اولیه در برابر اتصال کوتاه است (تعریف شده به هر جریانی بالاتر از حدود هشت آمپر 8A). مدار ایمنی نیز بسته را قبل از اینکه ولتاژ آن به زیر یک مقدار ولتاژ آستانه برسد خاموش می‌کند. اگر بسته مجاز بود به‌طور کامل تخلیه شود، یک شاخه می‌تواند پیش از بقیه تخلیه شود، که می‌تواند منجر به شارژ شاخه‌های تخلیه شده شود توسط سلول‌های باقی مانده شود. هر تلاش و اقدامی برای شارژ یک سلول لیتیومی به شدت خطرناک است و خاموش کردن بسته در تقریباً ۷۵ تا ۸۰ درصد ولتاژ اولیه آن از این امر بسیار خطرناک جلوگیری می‌کند. در این ولتاژ، فقط حدود ۳ درصد از ظرفیت باقی می‌ماند، اما ظرفیت باقی‌مانده هنوز اجازه می‌دهد تا بسته برای سالهای زیادی کار کند و پیش از تخلیه کامل خالی شود (بار آن خارج شود).

## تست قبل از استقرار
به دلیل آنکه اقیانوس شناسان زمان و هزینه بسیار زیادی را در استقرارهای طولانی مدت صرف می‌کنند، سپس منتظر دیدن نتایج هستند، اقیانوس شناسان قبل از استقرار تلاش‌های فوق‌العاده ای را برای اطمینان از موفقیت آزمایش‌های خود انجام می‌دهند. یکی از مسایلی که موجب نگرانی اقیانوس شناسان می‌شود خرابی باتری و عدم عملکرد صحیح باتری‌ها است. باتری‌های داپلر جریان آکوستیک داپلر (ADCP) مثالی از بسته‌های باتری لیتیومی را ارائه می‌دهند که اقیانوس‌شناس می‌تواند قبل از استقرار آنها را آزمایش کند و صحت کارکرد آن‌ها را بسنجند. این بسته‌های باتری به‌طور معمول در RD Instruments Workhorse Sentinel و Long Ranger و در می‌شوند. این بسته‌های لیتیومی، بر پایه فناوری پالس پلاس(PulsePlus) Tadiran، به‌طور قابل توجهی متفاوت از بسته‌های باتری قلیایی معمولی طراحی شده‌اند و ساخته شده‌اند.

### مدار ایمنی

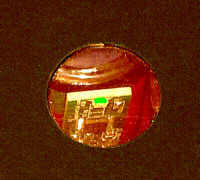
شکل ۴. مدار ایمنی پشت پنجره پلاستیکی روی بسته باتری لیتیومی.

مدار ایمنی علاوه بر عملکرد و کارکردهای ایمنی خود، یک خودآزمایی نیز انجام می‌دهد که سلامت بسته را قبل از استقرار تأیید می‌کند. اگر پنجره ای با LED در پشت آن وجود ندارد، بسته نباید کوتاه شود. فقط بسته‌های باتری دارای مدارهای ایمنی هستند که در پاسخ به اتصال کوتاه، بسته را فوراً خاموش می‌کنند و اجازه ادامه فعالیت را به بسته نمی‌دهد.

### خودآزمایی
خودآزمایی به ما نمایان می‌کند که باتری و مدار ایمنی باتری به درستی کار می‌کنند، ولتاژ باتری در محدوده قابل قبولی است، باتری می‌تواند یک پالس جریان هشت آمپری 8A را تأمین کند و باتری می‌تواند از خود در برابر اتصال کوتاه حفاظت کند. آزمایش تأیید می‌کند که بسته باتری جدید است. در صورت اینکه تأیید شود که باتری جدید استفاده شده‌است، باید با تأمین کننده تماس گرفت. در برخی از مواقع، باتری که در دمای سرد ذخیره می‌شود، می‌تواند نتیجه آزمایشی را که نشان دهد به نحوی آن باتری استفاده شده‌است، حتی اگر ظرفیت اصلی خود را کرده باشد.

### اگر یک باتری «خوب» نتواند ابزاری را اجرا کند چه باید کرد؟
برخی از ابزارها دارای محدود کننده جریان در ورودی خود می‌باشند. رایج‌ترین نمونه (RD Instruments Workhorse) است. در زمانی که یک محدود کننده جریان از کار می‌افتد، ابزار به اندازه کافی جریان می‌کشد تا محافظ اتصال کوتاه باتری را راه اندازی کند و ابزار کار نمی‌کند. در زمانی که که این امر رخ می‌دهد، آداپتور AC (که بانک خازن داخلی ADCP را شارژ می‌کند) را متصل کنید، و پس از آن باتری را کنید. اکنون ساز به‌طور عادی کار صحیح و می‌کند.

### «استفاده شده» و «تهی شده»
مدار ایمنی تعیین می‌کند که یک بسته زمانی مورد استفاده قرار گرفته‌است که ولتاژ آن به زیر یک مقدار آستانه ولتاژ (کمینه ولتاژ) می‌رسد یا اگر حداقل تعداد پالس‌ها را تشخیص دهد. آزمایش یک بسته معمولاً برای تشخیص «استفاده» شدن آن کافی نیست، اما عملکرد عادی باید آن را در هنگامی که ۱٪ از ظرفیت آن تخلیه شده‌است، «استفاده» کند. مدار ایمنی مشخص می‌کند هنگامی که از ولتاژ پایان عمر (همان ولتاژآستانه) خود پایین‌تر می‌آید و خاموش می‌شود، «تهی» نامیده می‌شود. بسته استفاده شده (خالی نشده) به‌طور معمول به کار خود ادامه می‌دهد، اما بسته تخلیه شده (تهی شده یا خالی شده از بار) دیگر قابل استفاده نیست.